# Decano (idrocarburo)
Con il termine decano ci si riferisce ad un qualunque alcano avente formula bruta C10H22 o ad una qualunque miscela di più composti corrispondenti a tale formula (isomeri strutturali) o per antonomasia all'isomero lineare, chiamato più propriamente n-decano, che è solo uno dei 75 isomeri possibili, tutti infiammabili.

## Reazioni
Il decano, come gli altri alcani, può essere combusto. In presenza di ossigeno a sufficienza, esso brucia per formare acqua e diossido di carbonio.
{\displaystyle {\ce {2 C10 H22 + 31 O2 -> 20 CO2 + 22 H2O}}}
In un ambiente carente di ossigeno si viene a formare anche monossido di carbonio.

## Usi
Il decano è presente in piccole quantità (< 1%) nella benzina e nel kerosene.
Come gli altri alcani, è un solvente apolare e non si dissolve in acqua, ed è altamente combustibile.
Anche se è un componente dei carburanti, risulta essere di piccola importanza come materia prima chimica, a differenza di una manciata di altri alcani.